# كنوت كنودسن
كنوت كنودسن (بالنرويجية: Knut Knudsen‏) مواليد 12 أكتوبر 1950 في النرويج، هو دراج نرويجي سابق. سبق أن شارك في دورة الألعاب الأولمبية الصيفية وفاز بميدالية أولمبية.

## سجل النتائج

### سباقات أو مراحل فاز بها
- طواف إيطاليا

## الميداليات
| الميدالية | المسابقة                       |
| --------- | ------------------------------ |
| ذهبية     | الألعاب الأولمبية الصيفية 1972 |

## روابط خارجية
- كنوت كنودسن على موقع IMDb (الإنجليزية)

- كنوت كنودسن على موقع أرشيف الدراجات (الإنجليزية)
- كنوت كنودسن على موقع إحصائيات الدراجات الإحترافية (الإنجليزية)
- كنوت كنودسن على موقع CycleBase (الإنجليزية)
- كنوت كنودسن على موقع أوليمبيديا (الإنجليزية)